# Milford, Utah
Milford är en ort i Beaver County i Utah. Vid 2010 års folkräkning hade Milford 1 409 invånare.